# Rodrigo Pinho
Rodrigo Cunha Pereira de Pinho (Henstedt-Ulzburg, Alemania, 30 de mayo de 1991) es un futbolista brasileño que juega como delantero en el C. F. Estrela de Amadora de la Primeira Liga.

## Trayectoria
Nacido en Henstedt-Ulzburg, Alemania, mientras su padre Nando representaba al Hamburgo S. V., se incorporó a la cantera del Bangu A. C. en 2010, ya con 19 años. Debutó como profesional con el club en la Copa Río del año siguiente, pero sufrió una grave lesión de rodilla que le tuvo seis meses de baja. En 2013 fue cedido a la A. D. Cabofriense hasta final de año, pero fue recuperado en septiembre.
El 30 de abril de 2014 fue cedido a Madureira E. C. hasta diciembre. En diciembre, optó por no renovar su contrato, y firmó permanentemente para Madura en el mes siguiente.
El 4 de junio de 2015, tras ser el segundo máximo goleador del Campeonato Carioca 2015, firmó un contrato de cuatro años con el S. C. Braga de la Primeira Liga. Debutó en la competición el 16 de agosto, siendo titular en la victoria por 2-1 en casa contra el C. D. Nacional.
El 29 de junio de 2017 firmó un contrato de cuatro años con el C. S. Marítimo.
El 23 de junio de 2021 se incorporó al S. L. Benfica en un contrato de cinco años con el club. Rápidamente se quedó fuera durante el resto de la temporada, tras solo tres partidos y un gol, debido a una lesión diversa (rotura del ligamento cruzado). La siguiente jugó nueve encuentros entre el primer equipo y el filial, con el que vio puerta en tres ocasiones, antes de ser traspasado a final de año al Coritiba.

## Estadísticas

### Clubes
Actualizado al último partido disputado el 1 de noviembre de 2024.
| Club                              | Div.          | Temporada     | Liga  | Liga  | Estatal | Estatal | Copas nacionales | Copas nacionales | Copas internacionales | Copas internacionales | Total | Total |
| Club                              | Div.          | Temporada     | Part. | Goles | Part.   | Goles   | Part.            | Goles            | Part.                 | Goles                 | Part. | Goles |
| --------------------------------- | ------------- | ------------- | ----- | ----- | ------- | ------- | ---------------- | ---------------- | --------------------- | --------------------- | ----- | ----- |
| Bangu A. C. · Brasil              | 4.ª           | 2014          | 0     | 0     | 10      | 1       | 0                | 0                | ―                     | ―                     | 10    | 1     |
| Bangu A. C. · Brasil              | Total club    | Total club    | 0     | 0     | 10      | 1       | 0                | 0                | 0                     | 0                     | 10    | 1     |
| Madureira E. C. · Brasil          | 3.ª           | 2014          | 13    | 4     | 0       | 0       | 0                | 0                | ―                     | ―                     | 13    | 4     |
| Madureira E. C. · Brasil          | 3.ª           | 2015          | 0     | 0     | 15      | 9       | 0                | 0                | ―                     | ―                     | 15    | 9     |
| Madureira E. C. · Brasil          | Total club    | Total club    | 13    | 4     | 15      | 9       | 0                | 0                | 0                     | 0                     | 28    | 13    |
| S. C. Braga "B" Portugal          | 2.ª           | 2015-16       | 1     | 0     | ―       | ―       | ―                | ―                | ―                     | ―                     | 1     | 0     |
| S. C. Braga Portugal              | 1.ª           | 2015-16       | 3     | 0     | ―       | ―       | 0                | 0                | ―                     | ―                     | 3     | 0     |
| C. D. Nacional Portugal           | 1.ª           | 2015-16       | 11    | 1     | ―       | ―       | 1                | 0                | ―                     | ―                     | 12    | 1     |
| C. D. Nacional Portugal           | Total club    | Total club    | 11    | 1     | 0       | 0       | 1                | 0                | 0                     | 0                     | 12    | 1     |
| S. C. Braga "B" Portugal          | 2.ª           | 2016-17       | 7     | 5     | ―       | ―       | ―                | ―                | ―                     | ―                     | 7     | 5     |
| S. C. Braga "B" Portugal          | Total club    | Total club    | 8     | 5     | 0       | 0       | 0                | 0                | 0                     | 0                     | 8     | 5     |
| S. C. Braga Portugal              | 1.ª           | 2016-17       | 10    | 1     | ―       | ―       | 4                | 2                | ―                     | ―                     | 14    | 3     |
| S. C. Braga Portugal              | Total club    | Total club    | 13    | 1     | 0       | 0       | 4                | 2                | 0                     | 0                     | 17    | 3     |
| C. S. Marítimo Portugal           | 1.ª           | 2017-18       | 28    | 4     | ―       | ―       | 5                | 6                | 3                     | 1                     | 36    | 11    |
| C. S. Marítimo Portugal           | 1.ª           | 2018-19       | 25    | 4     | ―       | ―       | 4                | 0                | ―                     | ―                     | 29    | 4     |
| C. S. Marítimo Portugal           | 1.ª           | 2019-20       | 27    | 9     | ―       | ―       | 4                | 0                | ―                     | ―                     | 31    | 9     |
| C. S. Marítimo Portugal           | 1.ª           | 2020-21       | 18    | 9     | ―       | ―       | 3                | 6                | ―                     | ―                     | 21    | 15    |
| C. S. Marítimo Portugal           | Total club    | Total club    | 98    | 26    | 0       | 0       | 16               | 12               | 3                     | 1                     | 117   | 39    |
| S. L. Benfica Portugal            | 1.ª           | 2021-22       | 3     | 1     | ―       | ―       | 0                | 0                | 0                     | 0                     | 3     | 1     |
| S. L. Benfica "B" Portugal        | 2.ª           | 2022-23       | 2     | 3     | —       | —       | —                | —                | —                     | —                     | 2     | 3     |
| S. L. Benfica "B" Portugal        | Total club    | Total club    | 2     | 3     | 0       | 0       | 0                | 0                | 0                     | 0                     | 2     | 3     |
| S. L. Benfica Portugal            | 1.ª           | 2022-23       | 2     | 0     | ―       | ―       | 3                | 0                | 2                     | 0                     | 7     | 0     |
| S. L. Benfica Portugal            | Total club    | Total club    | 5     | 1     | 0       | 0       | 3                | 0                | 2                     | 0                     | 10    | 1     |
| Coritiba · Brasil                 | 1.ª           | 2023          | 10    | 0     | 12      | 5       | 4                | 0                | ―                     | ―                     | 26    | 5     |
| Coritiba · Brasil                 | Total club    | Total club    | 10    | 0     | 12      | 5       | 4                | 0                | 0                     | 0                     | 26    | 5     |
| C. F. Estrela de Amadora Portugal | 1.ª           | 2023-24       | 8     | 1     | —       | —       | —                | —                | ―                     | ―                     | 8     | 1     |
| C. F. Estrela de Amadora Portugal | 1.ª           | 2024-25       | 10    | 2     | —       | —       | 1                | 1                | ―                     | ―                     | 11    | 3     |
| C. F. Estrela de Amadora Portugal | Total club    | Total club    | 18    | 3     | 0       | 0       | 1                | 1                | 0                     | 0                     | 19    | 4     |
| Total carrera                     | Total carrera | Total carrera | 178   | 56    | 30      | 10      | 29               | 15               | 5                     | 1                     | 249   | 75    |